# Battlestar Galactica: The Face of the Enemy
Battlestar Galactica: The Face of the Enemy is een serie van tien webisodes, waarvan de gebeurtenissen plaatsvinden tijdens seizoen vier van Battlestar Galactica. Tegenwoordig worden de afleveringen op Dvd en Blu-ray samengevoegd tot één aflevering. De serie werd geschreven door Jane Espenson en Seamus Kevin Fahey.

## Verhaal
Negen dagen na de ontdekking van Aarde zijn de Galactica en zijn vloot weer in de ruimte. Luitenant Felix Gaeta is aan boord van een Raptor, samen met twee Cylons Number Eight, en drie andere mensen. Ze zijn op weg naar een ander schip in de vloot, wanneer er plotseling Cylons gedetecteerd worden en de vloot een noodsprong moet maken. Er treedt een computererror op, waardoor de Raptor in een onbekend gebied, achter de Rode Lijn belandt. De FTL (Faster Than Light; Sneller Dan Het Licht) van het schip is kapot, waardoor de bemanning al snel beseft dat ze waarschijnlijk zonder zuurstof zullen zitten voordat ze gered kunnen worden.
De spanning tussen de mensen en de Cylons op het schip lopen al snel uit de hand, wanneer een Cylon een mens wil helpen met een mechanisch defect maar hierdoor geëlektrocuteerd wordt. Wanneer blijkt dat er sabotage in het spel blijkt te zijn, loopt het helemaal uit de hand. Later valt een ander slachtoffer, een bemanningslid krijgt een fatale dosis morfine toegediend.
Ondertussen krijgen luitenant Louis Hoshi en piloot Margaret "Racetrack" Edmondson de toestemming om een SAR (Search And Rescue; Zoek En Red) missie op te starten.
Flashbacks tonen hoe, maanden geleden tijdens de inneming van New Caprica door Cylons, Gaeta een relatie had met een Number Eight. Hij vertelde haar namen van verzetsstrijders, denkende dat zij hen zou redden, terwijl ze eigenlijk geëxecuteerd werden.
De overblijvende Cylon aan boord van de Raptor zegt dat, wanneer ze zich connecteert met de Raptor, ze kan zien waar de error zich bevindt. Gaeta helpt haar, totdat hij ontdekt dat de twee overblijvende mensen vermoord zijn door de Number Eight. Ze verantwoordt zich door te zeggen dat ze hen enkel heeft vermoord zodat Gaeta en zij meer zuurstof zouden hebben.
Na een zware discussie vermoordt Gaeta de Number Eight, waardoor hij de enige overblijvende persoon is aan boord van de Raptor.
Gaeta probeerde zijn leven te beëindigen door een overdosis morfine in te nemen, maar net dan vinden Hoshi en Racetrack hem. Gaeta's haat voor Cylons is groter dan ooit en, wanneer hij aan boord komt van de Galactica, wil hij onmiddellijk spreken met Adama over Tigh.

## Rolverdeling
- Alessandro Juliani als Lt. Felix Gaeta
- Grace Park als Number Eight
- Michael Hogan als Colonel Saul Tigh
- James Callis als Gaius Baltar
- Jessica Harmon als "Easy" Esrin
- William Vaughan als J. "Shark" Finnegan "Finn"
- Brad Dryborough als Lt. Louis Hoshi
- Leah Cairns als Lt. Margaret "Racetrack" Edmondson
- Michael Rogers als Brooks
- Dave Cote als Ship Tech
- Lucia Oskerova als Cylon